# Letališče Smederevska Palanka
Letališče Smederevska Palanka (srbska latinica Aerodrom Rudine) je letališče v Srbiji, ki primarno oskrbuje Smederevska Palanko.